# مسجلة صوت بدائية
مُسجِّلة صوت بُدَائِيَّة أو فونوتوغراف (بالإنجليزية: Phonautograph)‏ هو أول جهاز قادر على تسجيل الصوت حرفيًا، لكن لم يكن الجهاز قادرًا على إعادة قراءة ما سجله، وقد تمكن علماء أمريكيون من قراءة تسجيلات هذا الجهاز سنة 2008، وبهذا يعد أول جهاز مسجل للصوت سابقًا بذلك اختراع توماس إديسون الحاكي (أو الفونوغراف).

## اختراعه
قام باختراعه الفرنسي إدوار ليون سكوت دو مارتنفيل وقام بتسجيل براءة الاختراع في 25 مارس 1857.

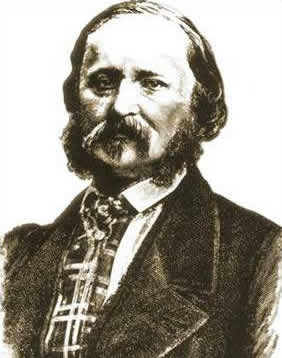
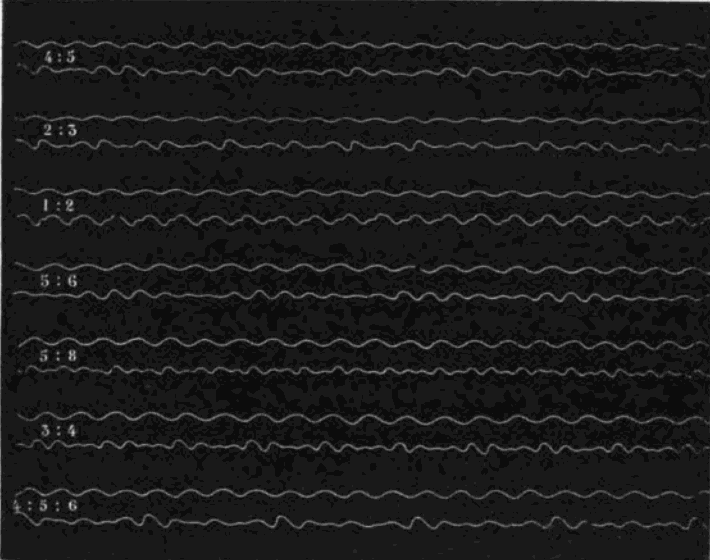
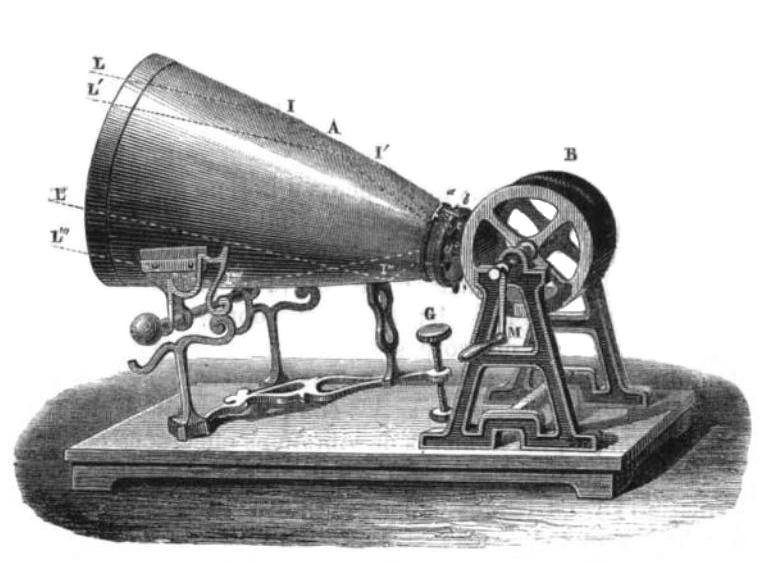
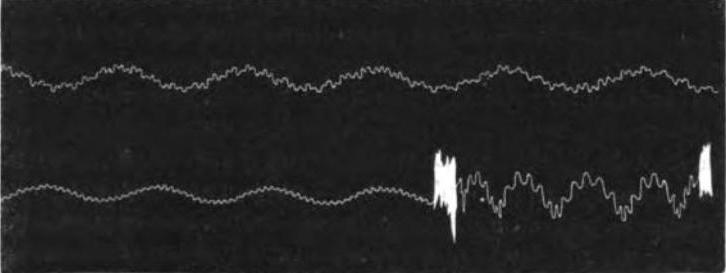
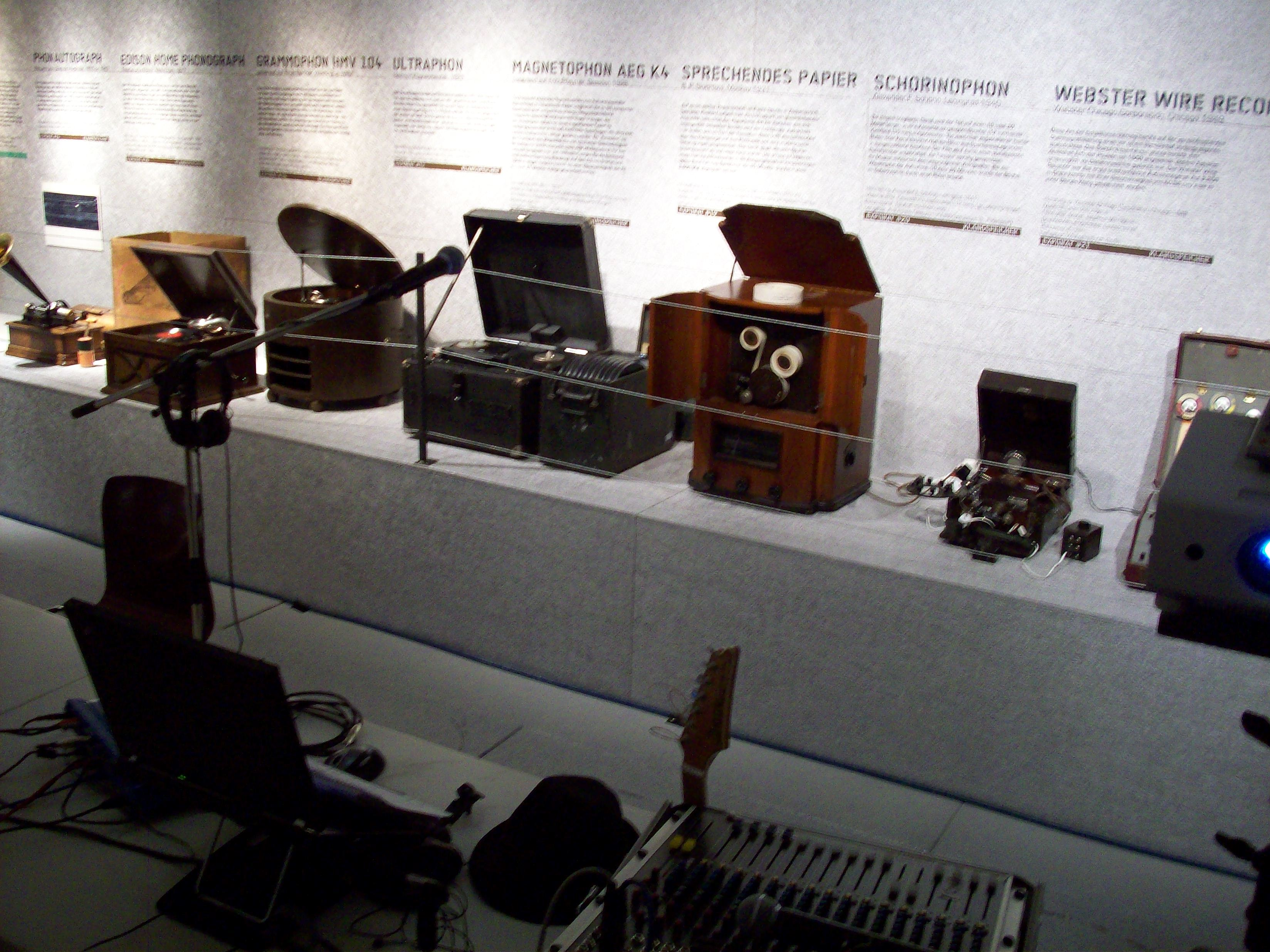
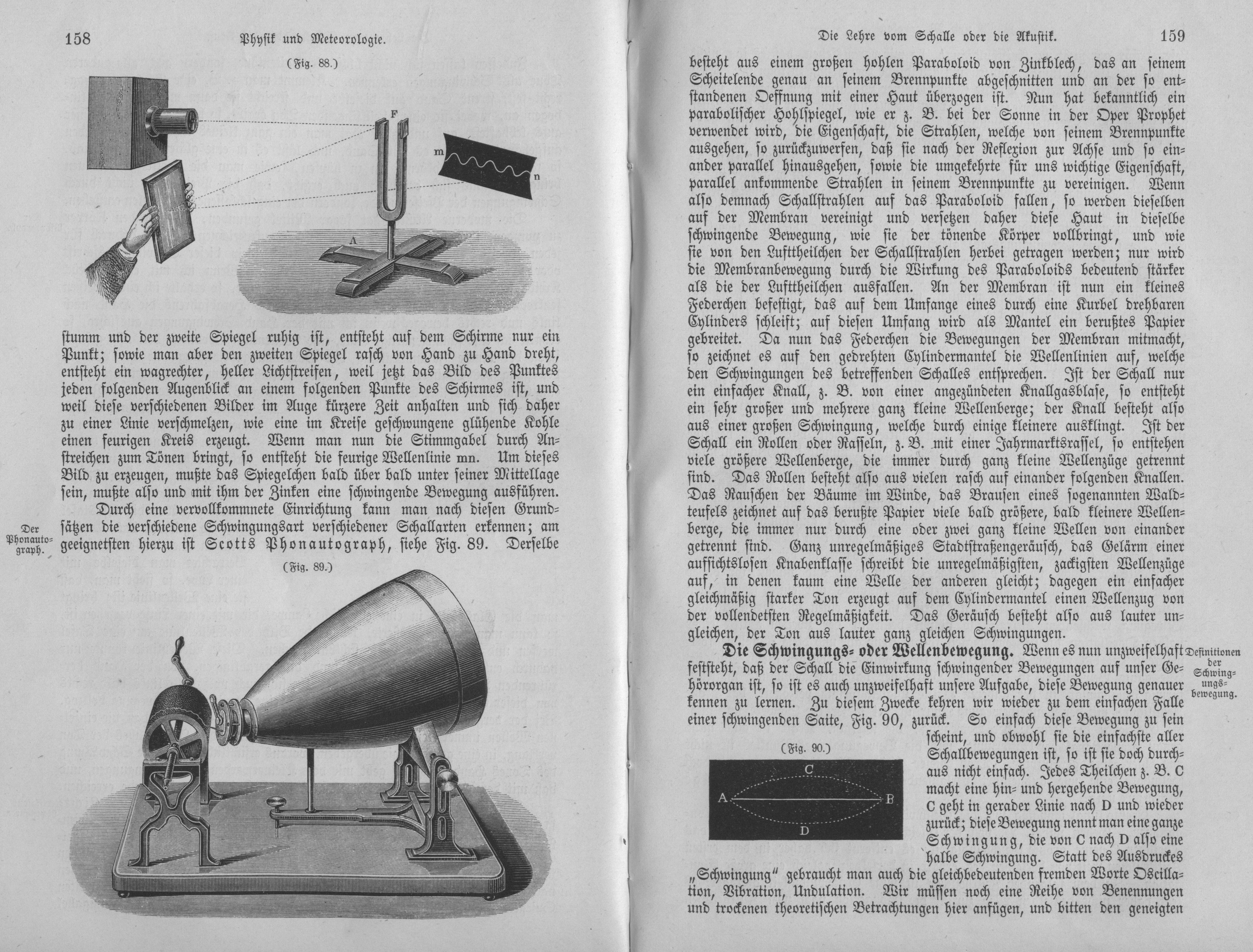